# Sebastian (Rapper)
Sebastian (* 1. September 1977 in Norfolk, Virginia; bürgerlich Garland Mosley) ist ein US-amerikanischer Rapper. Er ist der jüngere Bruder von Timbaland.

## Karriere
Ursprünglich wollte Sebastian Sportler werden, doch als sein Bruder Timbaland anfing als DJ zu arbeiten, begann er nach Abschluss der High School Musik zu machen. Im Jahr 2000 schrieb er mit We at It Again den ersten Songtext für Timbaland. Im Laufe der Jahre schrieb und produzierte Sebastian weiter für Timbaland und hatte auch einige Gastauftritte auf seinen Produktionen.
Sebastian schrieb an Nelly Furtados Song Promiscuous mit. 2007 brachte Timbaland dann sein Album Shock Value heraus, auf dem Sebastian drei Songs mitsingt.

## Diskografie

### Singles
- 2001: All Y’all (Timbaland & Magoo feat. Tweet & Sebastian)
- 2003: Indian Flute (Timbaland & Magoo feat. Sebastian & Raje Shwari)
- 2008: Dangerous (M. Pokora feat. Timbaland & Sebastian)
- 2009: Tomorrow In The Bottle (Timbaland feat. Chad Kroeger & Sebastian)
- 2009: Can You Feel It (Timbaland feat. Esthero)